# Воробей, Дмитрий Сергеевич
Дми́трий Серге́евич Воробе́й (укр. Дмитро Сергійович Воробей; род. 10 мая 1985, Мозырь, Гомельская область) — украинский футболист, полузащитник.

## Клубная карьера
Выступал за клубы: «Борисфен-2», дубль киевского «Динамо», «Динамо-2» и «Динамо-3». Сезон 2005/06 провёл в киевском «Арсенале» на правах аренды. В Высшей лиги Украины дебютировал 17 июля 2005 года в матче «Арсенал» — «Динамо» (0:2), вышел на 65 минуте вместо Игоря Костюка. Позже играл за луганскую «Зарю». 28 августа 2007 года в Германии в клинике доктора Томаса Пфайфера была сделана операция на мениске Дмитрию Воробью. В 2008 году перешёл в мариупольский «Мариуполь». В начале августа 2009 года разорвал контракт с «Ильичёвцем» и подписал контракт с «Кривбассом». Затем играл за ФК «Нефтяник» и ФК «Оболонь». Вторую половину сезона 2012/2013 провёл в «Полтаве» после чего контракт с футболистом был расторгнут.

## Карьера в сборной
Выступал за юношеские сборные Украины до 17 лет и до 19 лет. Провёл 25 игр и забил 3 гола за сборную Украины до 21 года.